# Adventure Game Toolkit
Adventure Game Toolkit (AGT) — це система розробки текстових пригодницьких ігор.
Написана в 1987 році Девідом Малмбергом на основі GAGS Марка Дж. Велча 1985 року. AGT випускався до 1992 року, після чого був випущений як безкоштовне програмне забезпечення (фінальна версія AGT 1.7). AGT спочатку був створений для DOS, але також був скомпільований для Microsoft Windows, Macintosh, Amiga та інших.